# وضع موسيقي

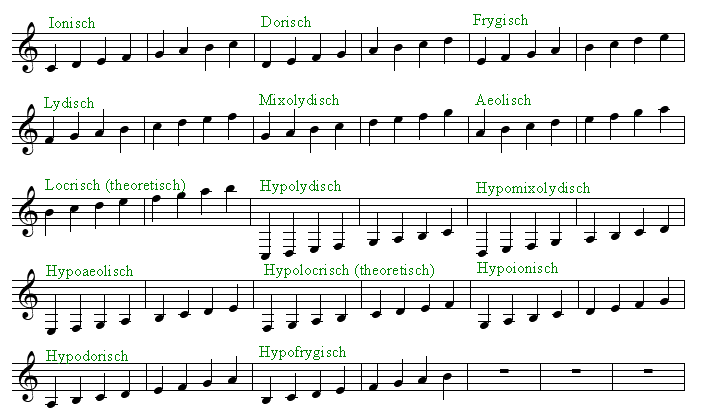

في نظرية الموسيقى الغربية، الوضع الموسيقي (بالإنجليزية: musical mode)‏ هو نوع من السلم الموسيقي مصحوب بمجموعة من السلوكات اللحنية المميزة. كانت الأوضاع الموسيقية جزء من التفكير الموسيقي الغربي منذ العصور الوسطى، وألهمت بنظرية الموسيقى اليونانية القديمة. تشتق كلمة mode من الكلمة اللاتينية modus والتي تعني «قياس، معيار، طريقة، طريق، حجم، اسلوب»(Powers 2001، مقدمة; قاموس أكسفورد الإنجليزي). مقابل الوضع في الموسيقى العربية هو المقام.

## وصلات خارجية
- جميع الأوضاع الموسيقية موطنة في جميع الوضعيات على غيتار 6 و 7 و 8 أوتار
- استعمال الأوضاع الموسيقية في موسيقى الجاز
- مشروع تدوين Neume
- تقسيم التيتراكورد، John Chalmers
- أوضاع إغريقية وشعيرية دينية
- الأوضاع الموسيقية القديمة: ما هي؟، Eric Friedlander MD
- عرض تفاعلي لعدة سلاليم وأوضاع
- موسيقى اليونانيين القدامى، مقاربة للغناء الأصلي لملحمات هومر والشعر اليوناني الغنائي لIoannidis Nikolaos
- Monzo, Joe. 2004. "قياس تقسيم أرسطكاس للتيتراكورد"